# Grudi
Grudi (internationaler Titel: Breasts) ist ein montenegrinisches Filmdrama aus dem Jahr 2020. Regie führte Marija Perović. Der Film feierte am 22. Januar 2020 bei der Eröffnung des 33. Herceg Novi Film Festivals in Herceg Novi Premiere. Der Film wurde als montenegrinischer Beitrag für den besten fremdsprachigen Film bei der 93. Oscar-Verleihung ausgewählt.

## Handlung
Der Film spielt in der Stadt Nikšić im heutigen Montenegro. Ana, Zorka und Jelena treffen sich am 25. Jahrestag ihres Abiturs in ihrer ehemaligen Heimatstadt. Alle drei leben in drei Ländern, die aus dem Zerfall Jugoslawiens hervorgegangen sind, und alle haben unterschiedliche, aber wichtige Probleme in ihrem Leben. Eine von ihnen hat Brustkrebs. Fuki, ihr charmanter und krimineller Schulfreund, hat mit den drei Freunden noch etwas anderes vor. Drei Tage, in denen sie alle die Grenzen ausloten und ihr Leben verändern. Sechs Monate später werden im Epilog die endgültigen Ergebnisse auf ihrem Weg zur Selbstverwirklichung dargestellt.

## Produktion
Der Film feierte am 22. Januar 2020 bei der Eröffnung des 33. Herceg Novi Film Festivals in Herceg Novi Premiere.